# 리치맨
《리치맨》은 2018년 5월 9일부터 2018년 6월 28일까지 방영된 드라마이다.

## 등장 인물

### 주요 인물
- 김준면 : 이유찬 역 (아역 남기원) - 넥스트인 CEO, 천재 프로그래머
- 하연수 : 김보라 역 - 취업준비생, 알파고급 암기력
- 오창석 : 민태주 역 - 넥스트인 부사장, 유찬의 공동창업자
- 김예원 : 민태라 역 - 큐레이터, 갤러리 오너, 태주의 동생

### 주변 인물
- 김민지 : 김분홍 역 - 유찬의 첫사랑
- 최광일 : 남철우 역 - 넥스트인 관리이사
- 박성훈 : 차도진 역 - 넥스트인 프로그래머
- 이재진 : 강찬수 역 - 넥스트인 관리팀 직원
- 김이안 : 장도일 역 - 넥스트인 신규개발팀 팀장
- 공서영 : 강세연 역 - 넥스트인 관리팀 직원
- 최지나 : 정영숙 역 - 과학기술정보통신부 제 2차관
- 박현우 : 미카엘 역 - 신부. 유찬과 고아원에서 함께 자란 형
- 윤다영 : 박미소 역 - 보라의 대학 친구이자 룸메이트
- 김정팔 : 김일구 역 - 보라의 아빠
- 황영희 : 조연실 역 - 보라의 엄마
- 성병숙 : 박꽃분 역 - 보라의 할머니
- 미상 : 오세연 역 - 유찬의 비서

### 그 외 인물
- 한정훈 : 이동하 역
- 박원석 : 김보성 역 - 보라의 오빠
- 정요한
- 강상원 : 고경찬 역
- 김지희
- 김효정
- 김효중
- 송은석
- 양정수
- 박시원
- 유원형
- 오현종
- 주석영
- 태지우
- 조설이
- 홍현수
- 황성현
- 이예림
- 조영현
- 조승완
- 김영지
- 양한나
- 조성희
- 홍승범
- 임준혁
- 유영복
- 손선근
- 공재원
- 이정성
- 김현룡
- 장국현
- 최윤준
- 최해신
- 최윤준
- 한춘일
- 고진명
- 장준호
- 이주하
- 이태빈
- 이윤수

### 특별출연
- 이재용 - 민철호 역 - 태산그룹 회장

## 같이 보기
- 대한민국의 텔레비전 드라마 목록 (ㄹ)
- 2018년 대한민국의 텔레비전 드라마 목록